# Cristina Saralegui
Cristina Saralegui, née le 29 janvier 1948 à La Havane, est une journaliste, animatrice de télévision, actrice et présentatrice américaine d'origine cubaine. 
Elle est surtout connue pour avoir animé l'émission hispanophone El Show de Cristina (es). 
Avant sa carrière télévisuelle, elle a travaillé pendant dix ans en tant que rédactrice en chef de l'édition en espagnol du magazine Cosmopolitan, distribué en Amérique latine.

## Biographie

### Origines
Cristina Saralegui est née le 29 janvier 1948 à La Havane, au sein d'une famille engagée dans le domaine de l'édition. Ses parents sont Christina et Francisco Saralegui. 
Son grand-père, Francisco Saralegui, est copropriétaire de plusieurs revues cubaines populaires dans les années 1950, telles que Vanidades, Bohemia et Carteles. Reconnu en Amérique latine sous les surnoms de « Paper Czar » ou « Don Pancho », il a une grande influence sur Cristina Saralegui et l'initie tôt au monde des affaires. 
À l'âge de 12 ans, elle quitte Cuba avec sa famille à la suite de la révolution de Fidel Castropour s’installer dans la communauté cubaine de Miami.

### Éducation
Bien que ses parents ne soutiennent pas immédiatement son choix de carrière en dehors du foyer, Cristina Saralegui poursuit des études en communications de masse et en écriture créative à l’Université de Miami après le lycée. 
Elle met un terme à son parcours avant d’obtenir son diplôme, mais poursuit le stage qu’elle avait débuté pendant ses études au sein du magazine féminin hispanophone Vanidades, crée par son grand-père.

### Carrière

#### Dans l'édition
Cristina Saralegui devient par la suite rédactrice spécialisée pour le magazine Vanidades.
En 1973, elle intègre l’édition en espagnol du magazine féminin Cosmopolitan, où elle gravit les échelons jusqu’à devenir, en 1979, rédactrice en chef de Cosmopolitan en Español, poste qu’elle occupe jusqu’en 1989. Durant cette période, elle oriente la ligne éditoriale vers le développement personnel, délaissant les thématiques centrées sur la sexualité.
De 1991 à 2005, Cristina Saralegui étend ses activités médiatiques en lançant le magazine mensuel Cristina la Revista tout en animant Cristina Opina, une émission de radio quotidienne diffusée dans plusieurs pays.
En 1998, elle publie son autobiographie Cristina! My Life as a Blonde, disponible en anglais et en espagnol.
En 2014, elle publie ¡Pa’rriba y pa’lante!, un livre où elle partage ses conseils de vie et revient sur des aspects plus personnels, comme sa gestion du stress, son rapport à l’alcool et les difficultés familiales, notamment la santé mentale de son fils.

#### A la télévision
De 1989 à 2010, Cristina Saralegui anime et produit El Show de Cristina, un talk-show en espagnol inspiré des formats anglophones. D'abord sujette à des doutes, l’émission trouve rapidement son public grâce à la liberté de parole de ses invités en abordant des sujets controversés dans le but d'informer les Hispaniques,. 
« Nous faisons cette émission pour aider les Hispaniques ici. Une fois la frontière franchie, vous êtes un immigrant, pas un touriste. C'est ici que grandissent nos enfants et nous devons nous soucier de notre communauté. » dit-elle dans une interview du magazine Hispanic.
En 1999, El Show de Cristina fête ses dix ans, rassemblant environ 100 millions de téléspectateurs dans une quinzaine de pays et remportant plusieurs Emmy Awards. Son influence grandissante conduit à des comparaisons avec Oprah Winfrey pour le public hispanophone.
En 2010, l’émission s’arrête brusquement, marquant la fin de sa carrière télévisuelle. Elle tente un retour en 2011 avec Pa’Lante con Cristina sur Telemundo, mais l’émission ne dure qu’un an. Par la suite, elle s’éloigne progressivement du paysage médiatique,,.

#### Entrepreneuriat et engagements sociaux
En complément de sa carrière médiatique, Cristina Saralegui étend ses activités en lançant une ligne de lunettes en 1997, puis une collection d’ameublement en 2004.
Engagée dans le domaine social, elle cofonde en 1996, avec son mari, la fondation Arriba la Vida, visant à sensibiliser et à éduquer les communautés hispaniques sur le sida. Elle soutient également les droits des personnes LGBTQ+.
En 2001, elle cofonde avec son mari Cristina Saralegui Enterprises, Inc. et ouvre un studio de production télévisuelle à Miami. 
En janvier 2012, elle lance une émission de radio sur SiriusXM. 

### Vie privée
Mariée à Marcos Avila depuis 1982, Cristina Saralegui vit à Miami, où elle est à la retraite. Le couple a trois enfants, dont un fils qui s'appelle Jon Marcos, issu de leur union et deux d’anciennes relations. 
Elle est diagnostiquée avec une ataxie, une condition neurologique affectant la coordination des mouvements.

## Distinctions et récompenses
- ? : 12 Emmy Awards pour El Show de Cristina[6].
- 1999 : Étoile sur le Hollywood Walk of Fame, première personnalité hispanophone à recevoir cette distinction[2].
- 2005 : Intronisation au Broadcasting & Cable Hall of Fame, en reconnaissance de son impact dans les médias électroniques[2].
- ? : Valor Award de la Gay & Lesbian Alliance Against Defamation (GLAAD) pour son engagement envers la communauté LGBTQ+[2].

## Publication
- (en) Cristina! My Life as a Blonde, Grand Central Publishing, 1998, 288 p. (ISBN 978-0446520089)
- (es) ¡Pa'rriba y pa'lante! : Mis secretos para triunfar en tu carrera, tu relación y tu vida, Paperback, 2014, 304 p. (ISBN 978-0451470973)